# Ясін Аярі
Ясін Аббас Аярі  (швед. Yasin Abbas Ayari, нар. 6 жовтня 2003, Сульна, Швеція) — шведський футболіст туніссько - марокканського походження, атакувальний півзахисник англійського «Брайтон енд Гоув Альбіон» та національної збірної Швеції.

## Ігрова кар'єра

### Клубна
Ясін Айярі починав займатися футболом у віці шести років у клубі «Росунда». Через три роки він перейшов до академії столичного АІКа. Починаючи з сезону 2020 року футболіста почади залучати до ігор першого складу команди. 6 грудня 2020 року Айярі дебютував в основі у матчі Аллсвенскан проти «Ельфсборга». Таким чином Айярі став першим футболістом 2003 року народження, хто виходив на поле. У жовтні 2021 року футболіст підписав з клубом перший професійний контракт до кінця 2025 року.
У січні 2023 року Ясін Айярі перейшов до англійського клубу «Брайтон енд Гоув Альбіон», з яким підписав контракт на 4,5 роки. Першу гру в новій команді півзахисник провів у березні 2023 року у Кубку Англії.

### Збірна
Ясін Айярі народився у Швеції і має туніссько - марокканське походження. На міжнародній арені він обрав Швецію. 10 січня 2023 року у товариському матчі проти команди Фінляндії Айярі дебютував у складі національної збірної Швеції.

## Особисте життя
Молодший брат Ясіна, Таха Айярі, також професійний футболіст, виступає за шведський АІК.